# کورسل، کبک
کورسل (به فرانسوی: Courcelles) شهری در منطقه شهری لو گرانیت ناحیه استری در استان کبک کانادا است. در سرشماری سال ۲۰۱۱ این شهر ۱٬۰۰۰ نفر جمعیت داشته‌است و مساحت آن ۹۲٫۲۵ کیلومتر مربع است.